# Corsokoorts in Sint Jansklooster
Corsokoorts in Sint Jansklooster was een zesdelige Nederlandstalige serie op SBS6, die van 2 april tot 7 mei 2024 elke dinsdagavond te zien was. In de serie werden verschillende bouwers die aan hun praalwagen voor het bloemencorso in Sint Jansklooster gevolgd.

## Afleveringen

### Seizoen 1
- Aflevering 1: Terwijl de weken tot het corso nog maar op twee handen te tellen zijn, neemt de spanning in het dorp toe. De corsogroepen kunnen de finish al ruiken, maar persoonlijke hindernissen, een verwoestende storm, extreme droogte en een tekort aan oranje bloemen bemoeilijken een soepele eindsprint.
- Aflevering 2: Er is weer licht aan het einde van de tunnel voor Patrick en Gerben, nadat hun vorige wagen in rook opging. De zwangere Margreet raakt gewond op de bouwplaats. Bij de jeugdige groep Alliance maakt de vrouwenemancipatie een primeur en de corsobouwers vertrekken naar het plattelandsfestival Dicky Woodstock.
- Aflevering 3: Dennis maakt zich grote zorgen over de bouw van de wagen nu het gros van de leden met een kater ontwaakt op het plattelands festival Dicky Woodstock. Iris blijkt een natuurtalent met een jachtgeweer. Patrick voelt zich even een jonge god en de corsobouwers kampen met een bloementekort.
- Aflevering 4: In de leukste en tevens enige kroeg van Klooster komen alle afgevaardigden van de corsogroepen bij elkaar. De bloemencommissie heeft namelijk slecht nieuws. En corsogroep Hebbes bestaat dertig jaar. Nu is het bij hen elke dag al feest, omdat elke dag ook de laatste kan zijn. Exact zes jaar geleden namen ze afscheid van Dennis, de broer van Patrick. Daarom heeft Patrick de leden gevraagd om iets eerder te komen. Samen feesten, samen rouwen.
- Aflevering 5: Nog 24 uur te gaan en dan barst het jaarlijkse corsofeest los. Maar bij corsogroep Alliance heeft deze laatste avond meer weg van nachtmerrie. Ondertussen heeft Klaas, van de ambitieuze groep Deurgoan, een zenuwinzinking vanwege de schamele opkomst. En de warse groep Hebbes krijgt hoog bezoek, dat zij liever zo snel mogelijk weer zien vertrekken.
- Aflevering 6: Het is de dag waar het hele dorp naartoe heeft geleefd: het corso van Sint Jansklooster. De wagenbouwers hebben de godganse nacht doorgewerkt, want bij daglicht is het D-day in Sint Jansklooster. Gestaag komen de reusachtige wagens voor het eerst in beweging, maar dat gaat niet bij iedereen voor de wind.